# Sylvia Plath
Sylvia Plath (Boston,  27 de outubro de 1932 — Londres, 11 de fevereiro de 1963) foi uma escritoranorte-americana. Reconhecida principalmente por sua obra poética, Sylvia Plath escreveu também um romance semi-autobiográfico, Brasil: A Redoma de Vidro / Portugal: A Campânula de Vidro ("The Bell Jar"), sob o pseudônimo de Victoria Lucas, com detalhes do histórico de sua luta contra a depressão. Assim como Anne Sexton, Sylvia Plath é creditada por dar continuidade ao gênero de poesia confessional, iniciado por Robert Lowell e W. D. Snodgrass.

## Biografia

### Infância
Filha de Aurelia Schober Plath, da primeira geração norte-americana de uma família austríaca, e de Otto Emile Plath, um imigrante de Grabow, Alemanha. O pai trabalhava como professor de zoologia e alemão na Universidade de Boston, sendo também um notável especialista em abelhas. A mãe de Sylvia era vinte e um anos mais nova que o marido. Em 1935, nasceu o segundo filho, Warren. A família mudou-se para Winthrop, Massachusetts, em 1936, durante a Grande Depressão. Sylvia, então com quatro anos de idade, passaria em Johnson Avenue grande parte de sua infância. A mãe de Sylvia, Aurelia, crescera em Winthrop, e seus avós maternos, os Schobers, viveram em uma parte da cidade, de nome Point Shirley, mencionada na poesia de Plath. Sylvia publicou seu primeiro poema em Winthrop, na sessão infantil de Boston Herald, aos oito anos de idade.
Otto Plath morre em 5 de novembro de 1940, uma semana e meia após o aniversário de oito anos de Sylvia, devido a complicações seguidas à amputação de uma das pernas em decorrência de diabetes. A doença já era tratável nessa época, porém ele não havia recebido o tratamento necessário, tendo diagnosticado a doença por conta própria. Otto ficara doente pouco tempo após a morte de um amigo próximo, de câncer no pulmão, e devido às similaridades entre os sintomas de seu amigo e seus próprios sintomas, Otto estava convencido de que também sofria da doença, e não buscou o tratamento, fazendo com que sua verdadeira doença progredisse criticamente. O pai de Sylvia Plath está enterrado no cemitério de Winthrop, onde sua lápide continua a atrair leitores de um dos poemas mais famosos de Plath, "Papai" ("Daddy"). Aurelia Plath, então, muda-se com seus pais e as crianças, para a rua Elmwood 26, em Wellesley, Massachusetts, em 1942.

### Anos na faculdade
Durante o verão após seu terceiro ano na faculdade, Plath trabalhou como editora convidada na revista "Mademoiselle" e morou por um mês na cidade de Nova Iorque. A experiência não foi nada do que Sylvia esperava, começando então uma reviravolta em sua visão sobre si própria e sobre a vida. Muitos dos eventos ocorridos naquele verão inspiraram o seu único romance, A Redoma de Vidro. No seu primeiro ano em Smith College, Sylvia tentara o suicídio pela primeira vez, tomando uma overdose de narcóticos. Detalhes sobre outras tentativas, documentadas oficialmente ou não em seu histórico médico, estão presentes no livro em forma de crônica. Após esse episódio, Plath esteve internada por breve período em uma instituição psiquiátrica, onde recebeu terapia de eletrochoques. Sua estada no hospital McLean foi financiada por Olive Higgins Prouty, também responsável pela bolsa concedida à Plath para arcar com as despesas de seus anos em Smith College. Sylvia recupera-se de seu estado satisfatoriamente, formando-se em Smith College com louvor em 1955. Aluna brilhante, obteve bolsa integral fullbright na Universidade de Cambridge, na Inglaterra, onde continuou a escrever poesia ativamente, publicando seu trabalho ocasionalmente no jornal Varsity, organizado por estudantes principalmente. No final de fevereiro de 1955, na festa de lançamento da "St. Botolph's Review", em Cambridge, conhece o jovem poeta britânico Ted Hughes, o que Plath afirmou em uma carta à mãe ser paixão imediata, visto que já acompanhava e admirava seu trabalho literário. Casaram-se em uma pequena cerimônia no dia 16 de junho de 1955.

### Casamento e filhos

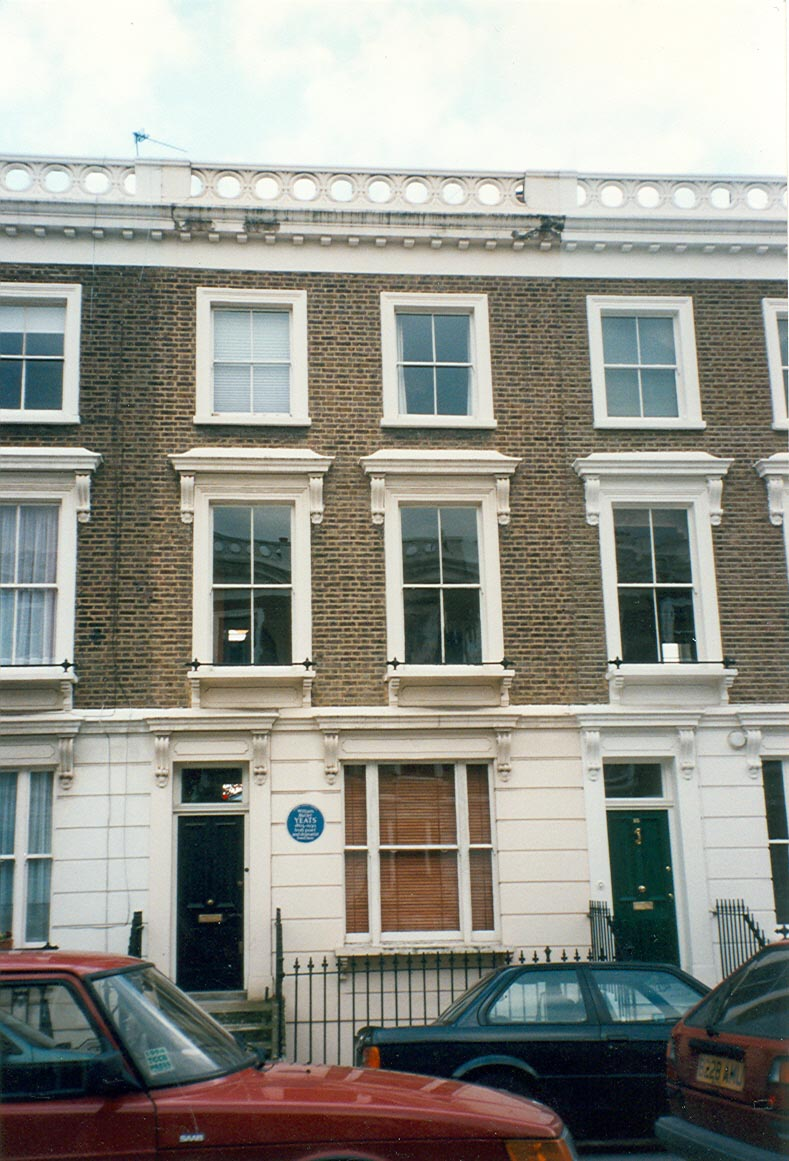
Fitzroy Road 23, Londres, onde Plath se matou.

O jovem casal de poetas passou o período de julho de 1957 a outubro de 1959 vivendo e trabalhando nos Estados Unidos, onde Plath lecionava inglês em Smith.
Mudaram-se para Boston, onde Plath assistia aos seminários do poeta Robert Lowell. Além de Sylvia, a poeta Anne Sexton também frequentou esses seminários. Nessa época, Plath e Hughes conhecem também W. S. Merwin, que admirou o trabalho do casal, firmando amizade com Sylvia e Ted por toda a sua vida.
Com a descoberta da gravidez de Plath, o casal muda-se de volta para a Inglaterra, vivendo em Chalcot Square, próximo à área Primrose Hill de Regent's Park, em Londres. O casal fixa-se então, na pequena cidade de North Tawton, em Devon. Nessa época, é publicada a primeira coletânea de poemas de Sylvia Plath, chamada "The Colossus". Em fevereiro de 1961, Plath sofre um aborto, que seria um dos seus temas principais, presente em grande número de poemas.
O casamento de Plath com Ted Hughes começa, então, a enfrentar muitos obstáculos, particularmente a relação extra-conjugal de Hughes com Assia Wevill, e o casal separa-se no final de 1962. Plath, então, retorna a Londres com seus dois filhos, Frieda e Nicholas, de três anos e um ano, respectivamente, alugando um apartamento na rua Fitzroy n° 23 (a apenas alguns quarteirões do apartamento em que havia morado com o marido, em Chalcot Square), no prédio onde W. B. Yeats também havia morado. Plath agradou-se do fato, considerando um bom presságio. Ali escreve o "A Redoma de Vidro", seu único romance.

### Suicídio

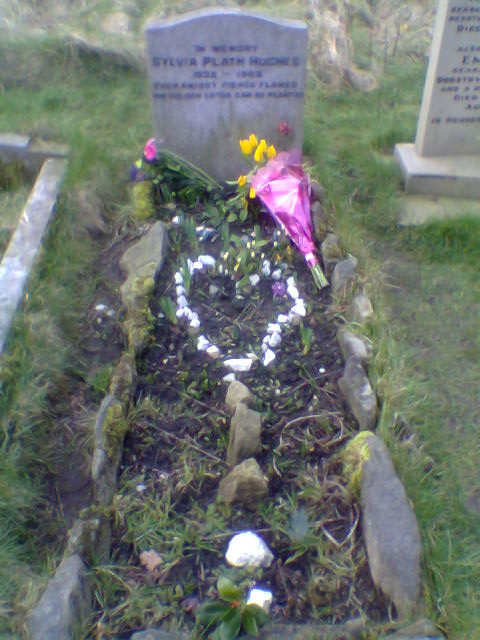
Túmulo de Sylvia Plath no St Thomas A. Beckett Churchyard, Heptonstall, West Yorkshire, Inglaterra

Na manhã de 11 de fevereiro de 1963, Plath veda completamente o quarto das crianças com toalhas molhadas e roupas, deixando leite e pão perto de suas camas, tendo o cuidado de abrir as janelas do quarto, ainda que em meio a uma forte nevasca. De seguida, toma uma grande quantidade de narcóticos, deitando logo após a cabeça sobre uma toalha no interior do forno, com o gás ligado, morrendo passado pouco tempo.
Na manhã seguinte, foi encontrada pela enfermeira que havia contratado, Myra Norris, que, quando chegou ao apartamento, sentiu um cheiro muito forte de gás. Pediu ajuda. A porta foi arrombada. O quarto das crianças estava gelado, e ambas com muito frio.
Em 16 de março de 2009, o seu filho Nicholas Hughes (biólogo marinho e professor universitário em Fairbanks, Alasca), em consequência de uma depressão, também cometeu suicídio, enforcando-se em sua casa. Não era casado e não tinha filhos.

### Diários
Plath manteve o hábito de escrever em diários, desde a idade de 11 anos, até ao seu suicídio. Seus diários da fase adulta, começando com os seus anos como caloura em Smith College em 1950, foram publicados primeiramente em 1980, editados por Frances McCullough. Em 1982, quando o Smith College recuperou os diários que faltavam, Ted Hughes os selou até 11 de fevereiro de 2013, decorridos 50 anos da morte de Sylvia.
Em 1998, pouco antes de sua morte, Hughes liberou os manuscritos, passando-os para Frieda e Nicholas, que os repassaram para Karen V. Kukil, para serem editados. Kukil termina a edição em dezembro de 1999 e, no anos de 2000, os Diários são publicados pela editora Anchor Books, com o título The Unabridged Journals of Sylvia Plath. De acordo com a contracapa, dois terços dos Unabridged Journals eram materiais novos. A escritora americana Joyce Carol Oates descreve a publicação como um "genuíno evento literário".
Hughes foi alvo de muito criticismo, pelo papel que desempenhou destruindo a última parte dos diários de Plath, que continham escritos desde o inverno de 1962 até à sua morte. Ele se defende, afirmando que os havia destruído em um ato de proteção de seus filhos e que o esquecimento para ele era uma parte essencial da sua sobrevivência.

### Obras
- The Colossus and Other Poems (1960), colectânea de poemas;
- Brasil: A Redoma de Vidro, 2019 / Portugal: A Campânula de Vidro - no original The Bell Jar (1963), único romance da autora;
- Ariel (1965), poemas; Brasil: Ariel, 2007.
- Crossing the Water (1971), colectânea de poemas;
- Johnny Pannic and the Bible of Dreams (1977), livro de contos e prosa; no Brasil: Johnny Panic e a bíblia de sonhos, 2020
- The Collected Poems (1981), poemas inéditos. No Brasil: Poesia reunida, 2023
- The Unabridged Journals of Sylvia Plath (2007); no Brasil: Diários de Sylvia Plath[3], 2017

### Cinema
O filme Sylvia - Paixão além das palavras, de 2003, com Gwyneth Paltrow, retrata a relação conturbada de Plath com Hughes.

### Música
A banda britânica The Cure faz referência à Letters Home em uma de suas músicas “Open” do álbum Wish com o verso “and the way the rain comes down hard / that’s the way I feel inside…" originalmente a frase era “I am glad the rain is coming down hard. It’s the way I feel inside."
A banda escocesa Belle and Sebastian também homenageia a autora em sua canção "Enter Sylvia Plath".
A cantora britânica Marina também referencia Sylvia Plath em seu videoclipe Su-Barbie-A, no seguinte verso: "If you're going to tell me you don't like this dress, I'm sticking my head right in the oven".
A cantora estadunidense Lana Del Rey também referencia Sylvia Plath em sua música Hope Is a Dangerous Thing for a Woman Like Me to Have – but I Have It. A música foi composta por Lana e a princípio seria intitulada de "Sylvia Plath" mas posteriormente a cantora alterou o nome da composição.